# Lâu đài Pernštejn
Lâu đài Pernštejn (tiếng Séc: Hrad Pernštejn) là một lâu đài lịch sử có từ thời Trung cổ, tọa lạc ở thị trấn Nedvědice, thuộc huyện Brno-venkov, vùng Nam Moravia, Cộng hòa Séc. Công trình này có tên trong danh sách các di tích văn hóa của Cộng hòa Séc.

## Lịch sử
Tài liệu lịch sử đầu tiên đề cập đến lâu đài có niên đại vào năm 1285. Lúc bấy giờ, lâu đài mang phong cách Gothic là tài sản của gia đình quý tộc Pernštejn. Trong thế kỷ 16, lâu đài được mở rộng và tân trang lại nhiều lần để có diện mạo như hiện nay. Năm 1645, quân đội Thụy Điển đã vây hãm lâu đài khiến công trình này bị hư hại một phần.
Lâu đài Pernštejn được công nhận là di tích văn hóa quốc gia vào năm 1995.
Hiện nay, Pernštejn vẫn là một lâu đài còn rất kiên cố, khác hẳn với nhiều lâu đài thời Trung cổ khác. Đây cũng là một trong những địa điểm tham quan nổi tiếng dành cho công chúng. Ngoài ra, lâu đài Pernštejn cũng thường xuất hiện trong các bộ phim điện ảnh và phim truyền hình thuộc thể loại cổ tích hoặc viễn tưởng, chẳng hạn như phim Van Helsing: Khắc tinh ma cà rồng (2004).

## Hình ảnh

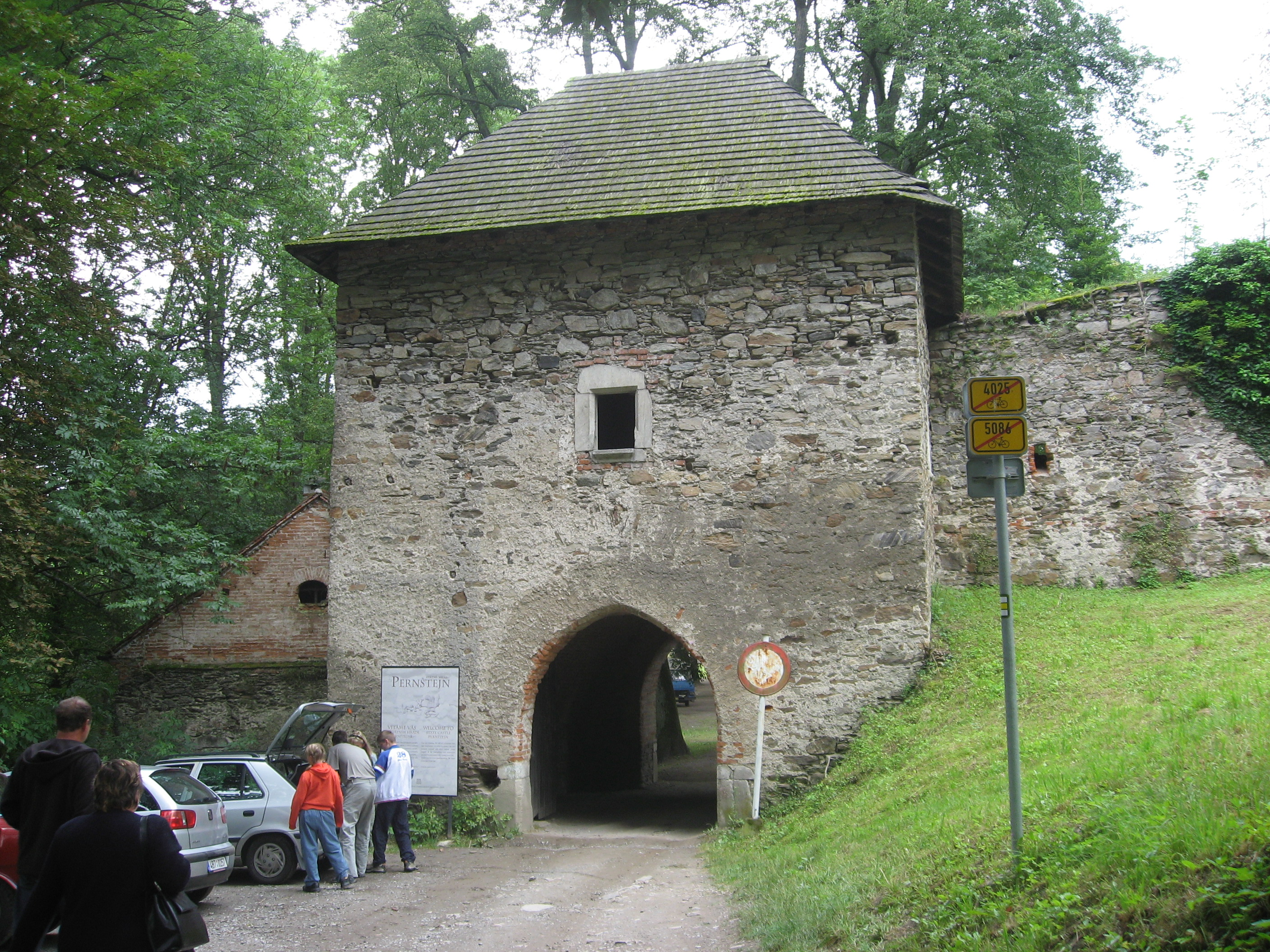
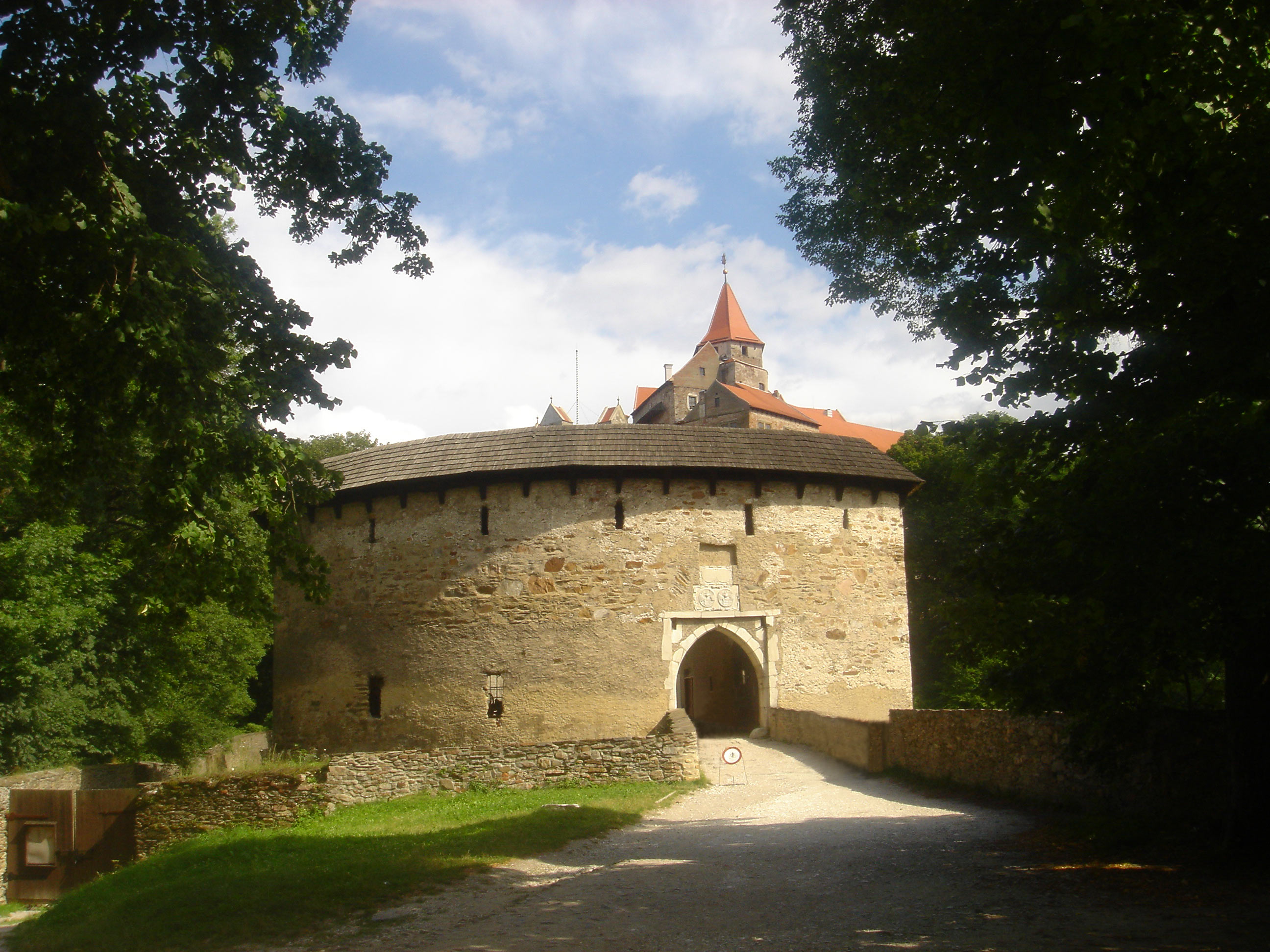
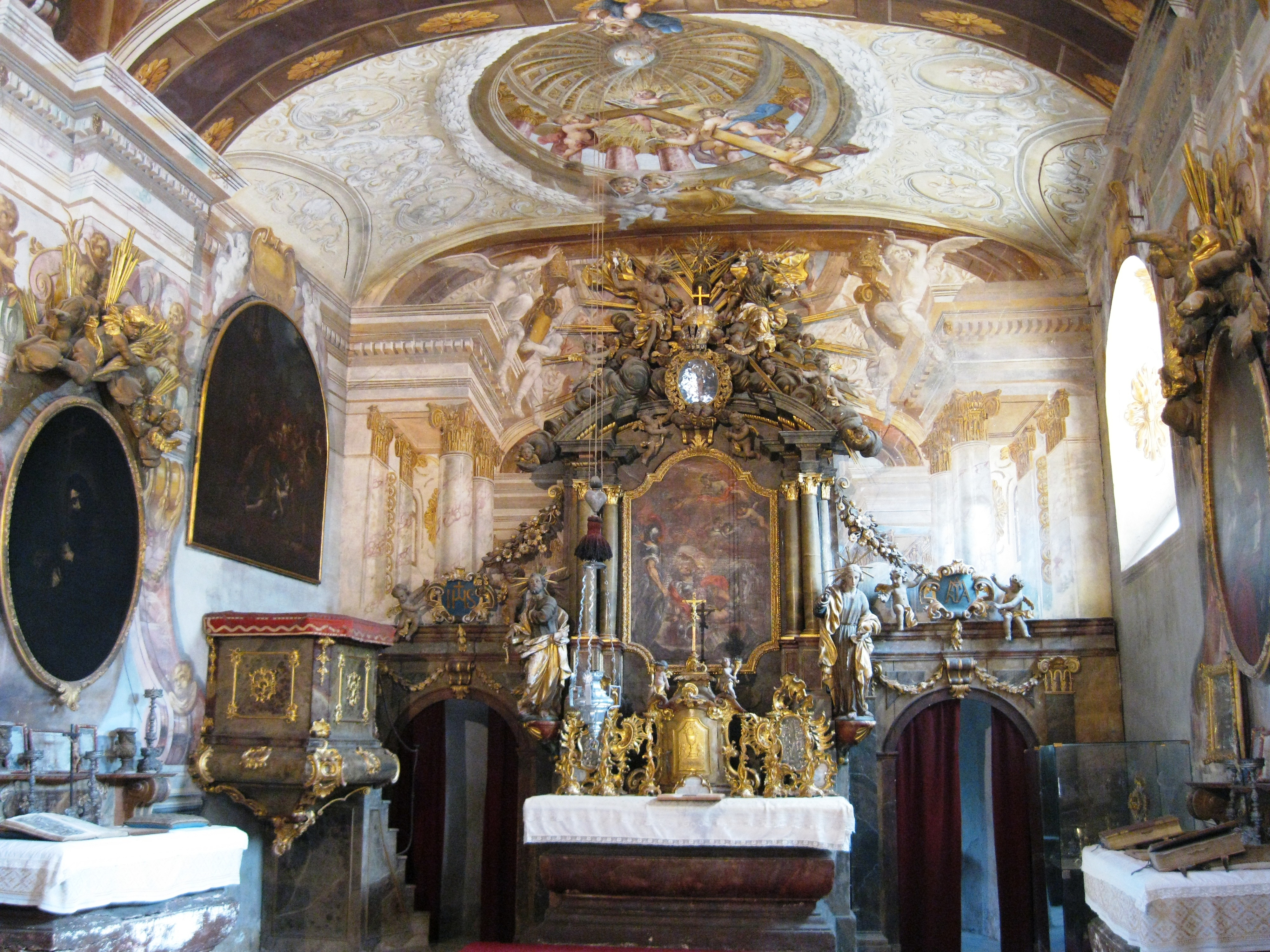
Nhà nguyện lâu đài (2012)